# جایزه بزرگ دیترویت ۱۹۸۸
جایزه بزرگ دیترویت ۱۹۸۸ (انگلیسی: ‎1988 Detroit Grand Prix‎) یک مسابقهٔ موتوری در رشتهٔ اتومبیل‌رانی فرمول یک بود که در تاریخ ۱۹ ژوئن ۱۹۸۸ در پیست خیابانی دیترویت واقع در دیترویت، میشیگان، ایالات متحده برگزار شد. این گراند پری در میان ۱۶ گراند پری در فصل ۱۹۸۸، مسابقهٔ شمارهٔ ۶ بود.
در این مسابقه که در ۶۳ دور و به مسافت ۲۵۳٫۴۴۹ کیلومتر (۱۵۷٫۴۸۶ مایل) برگزار شد، پول پوزیشن توسط آیرتون سنا کسب شد و سریع‌ترین زمان برای طی یک دور پیست که برابر با ۱:۴۴٫۸۳۶ بود نیز توسط آلن پروست به ثبت رسید.
آیرتون سنا از تیم مک‌لارن-هوندا، آلن پروست از تیم مک‌لارن-هوندا و تیری بوتسن از تیم بنتون-فورد به‌ترتیب مقام‌های اول تا سوم مسابقه را کسب کردند.

## رده‌بندی قهرمانی پس از مسابقه
| جایگاه | راننده      | امتیاز |
| ------ | ----------- | ------ |
| ۱      | آلن پروست   | ۴۵     |
| ۲      | آیرتون سنا  | ۳۳     |
| ۳      | گرهارد برگر | ۱۸     |
| ۴      | تیری بوتسن  | ۱۱     |
| ۵      | نلسون پیکه  | ۱۱     |
| منبع:  |             |        |

| جایگاه | سازنده       | امتیاز |
| ------ | ------------ | ------ |
| ۱      | مک‌لارن-هوندا | ۷۸     |
| ۲      | فراری        | ۲۷     |
| ۳      | بنتون-فورد   | ۱۲     |
| ۴      | لوتوس-هوندا  | ۱۲     |
| ۵      | اروز-مگاترون | ۹      |
| منبع:  |              |        |

یادداشت
- تنها پنج جایگاه نخست از هر رده‌بندی نمایش داده شده‌است.